# はやめブラストギア
『はやめブラストギア』は、竹山祐右による日本の漫画作品。『月刊ヤングキングアワーズ』（少年画報社刊）にて、2016年3月号から2020年4月号まで連載。自転車（ロードバイク）を題材にした漫画だが、ロードレースやサイクリングを描きながらも少年漫画のようなバトルアクション漫画のテイストが盛り込まれた独自の世界観で描かれた自転車漫画である。

## あらすじ
ロードバイクが当たり前のように人々の生活の中に溶け込んだ時代。だが、その陰で裏ロード界と呼ばれる闇の世界では、デストライドという互いのロードバイクのパーツを賭けて行われる何でもありのバトルレースが横行していた。女子高生の円城寺はやめは、偶然通りかかった峠でいきなりデストライドを挑まれるが、天性の身体能力でバトルに勝利し、本人は望まぬも「白虎王」として裏ロード界に名を知られる存在となってしまう。気乗りしないながらも白虎王としてデストライドに挑む中で、はやめはオーメストグランデと呼ばれる謎のパーツの存在を知る。そのパーツが、かつて日本最速のロードレーサーと言われながらもドーピングで自転車界から永久追放となり、8年前に失踪した自分の父の行方を探る上での重要な手掛かりとなることを知ったはやめは、各地の王とデストライドを繰り広げてオーメストグランデのパーツを集めることで、オーメストグランデにまつわる謎と父の行方を追うことを決意する。

## 登場人物

### 王（キング）

#### 主要人物
主人公のはやめと、はやめと行動を共にする3人の王たち。チームではなく、はやめの人間性に惹かれて自然と集まった者たちである。菅・姫子・琴宮ははやめと行動を共にしているが、はやめとの対戦以降もそれぞれのチームのリーダーを務めている。
円城寺はやめ（えんじょうじ はやめ）
本作の主人公。東京都内の高校に通う女子高生。愛車はチェレステ（空色）と黒でカラーコーディネイトしたビアンキ・センプレプロ。
本当の名前は風村はやめ（かざむら はやめ）。有名な自転車選手だった父・涼一の影響で自転車を始め、父の失踪後、幼いころに亡くなった母の血筋の円城寺家に引き取られるが、自転車に乗ることを快く思わない祖父に自転車に乗り続けることを許可する見返りとして、母方の円城寺姓を名乗ることとレースへの参加を禁じられる。そのために心の中ではレースに参加したいと思いながらもそれが叶うことはなく、仕方なく各地の峠で単独でヒルクライムを続けるうちに、その驚くべき速さから、いつしか「白虎（ティグレ・ビアンカ）」と呼ばれるようになる。1年前に祖父から贈られた、オーメストグランデのサイクルジャージを着用する。
偶然通りかかった風張林道で、なし崩し的に巻き込まれて参加したデストライドで菅に勝ったことで白虎王となる。その後は失踪した父の行方とオーメストグランデの謎を求めて、男性をも凌ぐ強靭な身体能力、天性の動体視力と運動センス、並外れた強運と純粋な闘争心を武器にデストライドに挑む。
勝負に勝つこと以外の欲がなく、非常に生真面目で素直、そして非常に感情が豊か。また、明らかに嘘だとわかるような他人の言動も鵜呑みにしてしまうお人よし。各地の王は互いに相容れない存在と言われていたが、対戦した王たちとも友好的になり、絆を結んでいく。
菅晴照（かん はるてる）
風張林道を拠点とするチーム「ブラックゼウス」のリーダー。死神王の異名を持つ。愛車は黒いトレック・ドマーネ。
はやめの初めてのデストライドの対戦相手で、筋骨隆々で強面の大男。デストライドで99連勝中だったが、100戦目に風張林道に迷い込んだはやめに対して勝負を仕掛け、これに敗北。以降ははやめのことを気に入り、保護者的な存在として彼女をバックアップする。一見すると強面で物騒な外見だが、豪快かつ自身の敗北に対しても潔く、義理堅い好漢。得意技は巨体を駆使したショルダータックルと、後輪で路面の小石を飛ばして相手を攻撃するデス・バレット。
老け顔と言われるが、普段は大学生で、文学部に在籍するインテリ。含蓄があり、見かけによらず思慮深い。解説担当が多い。
桜乃姫子（さくらの ひめこ）
立川市内の立体駐車場を拠点とするチーム「エンジェルキャッツ」のリーダー。姫王の異名を持つ。愛車はピンク色でカラーコーディネイトしたデローザ・アイドル。
長い黒髪をツインテールにまとめた女性。愛車のアイドルは彼女の可愛さに惚れこんだチーム員が貢いだパーツでチューンアップされている。立体駐車場を使用したヒルクライム「パーククライム」ではやめに勝負を挑むが、はやめの走りに気を取られて落下しそうになったところをはやめに助けられて敗北。女の子の自転車友達が欲しいからパーツの代わりに連絡先が欲しいというはやめに感謝し、行動を共にするようになる。小柄な女性だが王を名乗るだけあり、走力は男性に引けを取らない。得意技はツインテールの長髪を鞭のように使って相手を攻撃するツインテール・ウィップ。
外見は10代の少女に見えるが、実際はアラサーのOL。はやめや菅、琴宮ら近隣の王以外にこの事実を知っている者はおらず、たとえ王であろうと口外することは最大のタブーとされている。
ギャグ展開においては、天然のはやめ、変態の琴宮が発するボケに対するツッコミ役を担う。
琴宮麗児（ことみや れいじ）
定峰峠を拠点とするチーム「ウルフファング」のリーダー。牙狼王の異名を持つ。愛車は赤いピナレロ・FP5。
鍛え抜かれた肉体を持つ細マッチョのイケメンで、ナルシスト。女性の人気が非常に高い。デストライドで自分のダンシングに同調するはやめとの走りに恍惚となってしまい、最後まで闘争心を捨てなかったはやめに敗北。以後は走りはもちろんのこと、遠征時に車を出すなど、金銭面や物資面からもはやめをサポートする。得意技はフラメンコを踊るようにダンシングしながら坂を上るカルメン・スラローム・ダンシング。デストライドは観客を魅了するものという独自のポリシーを持つ。
普段はスポーツジムのインストラクター。どこであろうと自分の肉体美を人に見せびらかそうとする性癖の持ち主。見ただけで相手の身長・体重・スリーサイズや身体的特徴、さらにデストライド時には筋肉の動きひとつで相手の次の行動や心理状態に至るまで、すべてを的確に把握するボディ・スキャニングが得意だが、姫子からは『セクハラ』『視覚的に物騒』と言われている。

#### その他の王
鎌井京吾（かまい きょうご）
大垂水峠を拠点とするチーム「デッドリーマンティス」のリーダー。蟷螂王の異名を持つ。愛車はサーヴェロ・R3。
モヒカン刈りの髪型をした痩身長躯の男で、見るからに物騒な外見の持ち主。菅を破ったはやめの噂を聞きつけて都内の高校をしらみつぶしに探し回り、はやめを見つけると有無を言わさずデストライドを挑むが、得意技をはやめに防がれた上にチーム員の妨害工作もかわされて自滅。挙句にデストライドの掟を無視してパーツを取られまいと逃亡を図ろうとする。敗北後もはやめを付け狙い、隙あらば再戦しようとするが果たされず、どちらかと言えばコメディリリーフ的な扱いを受けている。得意技は沿道の木の枝を利用し、枝をしならせて後ろにいる相手を攻撃するデッドリーアックス。
血の気が多く喧嘩早いが、はやめがロードバイクに乗っていない時は勝負を挑まなかったり、『円城寺を倒すのはこの俺』と神野との勝負で多勢に無勢だったはやめに助太刀したりと、義理堅いところもある。達磨山で藤岡に敗れたことがきっかけで、アニメ『ライブ×ファンタジア』に傾倒。藤岡とは互いを「同志」と呼び合う仲となる。
林耕三郎（はやし こうざぶろう）
ヤビツ峠の宮ケ瀬から上る、いわゆる裏ヤビツを拠点とするチーム「ナイトメア・ツヴァイ」のリーダー。素顔をアイマスクで隠しており、仮面王の異名を持つ。愛車はスペシャライズド・Sワークス ターマック。
男女ペアのサイクリストのみを狙って男性にデストライドを仕掛けて負かし、さらにペナルティと称してペアの女性のロードバイクからサドルを外した状態で女性にヒルクライムをさせ、その様子を録画するという外道な真似をしていたが、父との思い出の場所で下衆な行為をしたことではやめの逆鱗に触れる。デストライドでは超スローペースでブロックした上で水分補給ができないように仕向けてはやめの消耗を狙うが、ゲリラ豪雨を味方につけて体力を回復させたはやめの前に敗北、チーム員もろとも素顔を晒され、ヤビツ峠から放逐される。
元プロロードレーサーで、上位には入るもののことごとく風村涼一の後塵を拝し、タイトルには縁がないまま引退、裏ロード界に転身している。
はやて曰く「外道」。はやめと対戦後は友好的な関係になる王がほとんどである中、例外的に再登場すらほぼ無い。
藤岡燦太（ふじおか さんた）
達磨山を拠点とする、アニメ『ライブ×ファンタジア』を愛する者が集まったチーム「ファンタジスタ」のリーダー。達磨王の異名を持つ。愛車は痛チャリ仕様のカレラ・フィブラエボ。
見た目は非常に恰幅の良い肥満体だが、これは相手を欺くための仮の姿。その分厚い脂肪の下に強靭な筋肉を巧妙に隠し、ヒルクライムでは脂肪を燃焼させてスタミナを温存、最後に完全に脂肪をそぎ落とした状態からの爆発的な加速で相手を突き放す。脂肪が落ちると最初の見た目から打って変わって非常に引き締まった体躯をしており、本人はこれを戦闘形態へのトランスフォームと呼んでいる。ヒルクライムでは戦闘形態での爆発的な加速ではやめに先んじて登頂するが、続くダウンヒルで勇気を振り絞ってスピードを上げたはやめに抜かれて敗北する。
もともと私欲やよこしまな感情でデストライドをしているわけではなく、大切な仲間とその仲間が集う達磨山を裏ロード界から守るという義務感を持って王としてデストライドに臨んでいる。仲間との絆を大事にし、義理を重んじる好人物。大食漢で、精悍な体の状態でも食べるとすぐに元の肥満体に戻る。
環紅（たまき こう）
和田峠を拠点とする、女性だけで構成されたチーム「ファビュラスローズ」のリーダー。夜叉王の異名を持つ。愛車はメリダ・スクルトゥーラエボ。
かつて男性相手のデストライドで屈辱的な敗北を喫したことから、その屈辱を晴らすために東京屈指の激坂の和田峠で研鑚を積み、男性にも負けないヒルクライムの力を手に入れる。また毎日和田峠を走り続けたことから和田峠を熟知しており、目を瞑っても走れるほど。
普段は優しく落ち着いた雰囲気を醸し出すが、自分より優れた相手には妬みの感情を激しく抱き、それを自身の登坂力に転化する。はやめとの対戦でもはやめが持つ天賦の才に嫉妬心を滾らせるが、濃霧の中、激しいダンシングで自らの体温上昇を利用して霧を晴らしながら登るはやめに敗北。相手の力をリスペクトしながら自分の力に変えるはやめの純粋な闘志に感銘を受け、対決後は非常に穏やかな表情を浮かべる。
妖艶な雰囲気を漂わせているが、実際は大学3年生で姫子よりもはるかに年下。
木下美羽（きのした みはね）/木下翼（きのした つばさ）
霞ヶ浦を拠点とするチーム「バハムートウィングス」のダブルリーダー。双子の高校生の姉弟で、活動的で口調が若干荒い美羽が姉、内気で男の娘にも見える翼が弟。二人合わせて翼龍王の異名を持つ。愛車はKTM・リベレーター。
霞ヶ浦のサイクリングコースで2対2のデストライドを仕掛け、奪ったパーツをサイクルショップ経由で換金していた。二人とも脚質はスプリンターで、得意技は向かい風の中を並走して後ろに小さな低気圧を作り出し、そこに風圧をぶつけて疑似的に竜巻を発生させるバハムートサイクロン。
デストライドでははやめとペアを組んだ姫子の機転で竜巻を逆に利用されてリードを奪われる。その後、美羽が口走った『とうちゃんの手術費が必要なんだ』という叫びを聞き、相手に自分の境遇を重ねて戦意を喪失したはやめに対し、競り合っていた翼は『本気でかかってこい』と叱咤。最後はゴールスプリントの末にはやめに敗北するが、勝負に感動した観客たちからのカンパで手術費は賄うことができた。
なお、「とうちゃん」とは、二人が飼っている木下藤吉郎秀吉という名前の犬の愛称である。
ハスター
彩湖を拠点とするチーム「ヒアデスクラスター」のリーダー。「あまねく風の黄衣を纏いし彩湖の、そして最古の邪神王」（略称は邪神王）の異名を持つ。愛車はグスト・RCR3。
ハスターは通称であり、本名は蓮谷。クトゥルフ神話に傾倒しており、はたから見ると中二病としか思えない言葉遣いをする。普段は眼帯で右目を隠しているが、その下には黄色いオッドアイの右目が隠されている。幼いころからクトゥルフ神話のシリーズが好きで、苗字の語感と自分の身体的特徴から自らを風の邪神ハスターと重ね合わせ、自分が邪神ハスターであると思うようになる。
オーメストグランデのスポークをリアホイールに組み込み、ケイデンス（回転数）を合わせることによって出現する魔法陣を相手に見せることで、相手を精神的に追い込む戦術を得意とする。サイクリストとしての実力も非常に高く、さらに眼帯を取ることによるプラシーボ効果で自分の力をより高めることではやめを追い込み、はやめのセカンドウィンドを覚醒させるきっかけを作る。最終的にはハスター自身もセカンドウィンドを覚醒させてはやめに勝利。はやめは白虎王となって初めて敗戦するが、負かしたにもかかわらずハスターは『教えないとは言っていない』と父の情報を教える。クセは非常に強いが心優しく、気持ちの良い男。年齢不詳の風体だが、実は16歳。
九十九宗純（つくも むねすみ）
子の権現 天龍寺に至る山道を拠点とするチーム「乾陀羅」（ガンダーラ）のリーダー。僧侶だが、天龍寺の住職ではない。羅漢王の異名を持つ。愛車はザンビア産の竹とサイザル麻で作られたザンバイクス・バンブーバイク。
僧侶だが高潔な印象はなく、周りに女を侍らせ、デストライドで奪ったパーツを換金して女と飲み歩くなど、史実の一休宗純のイメージに近い破戒僧。
相手の後について先行する相手の視界の死角に入ることで自分の姿が消えたように相手に錯覚させ、精神的に相手を追い込んでいく戦法を取る。はやめに対しても一時は走ることを止めてしまうほどに追い込むが、自分がロードバイクに乗ることの真理を悟ったはやめには敵わず、フィジカル勝負を挑むも敗北し、自分が知りうる情報をはやめに語る。
ブラスト・スポーツ・コーポレーションの経営者の一族出身だが、考えの違いから勘当同然に家を出て僧侶となる。風村涼一とは面識があり、はやめともはやめが赤子の時に会っている。
サリア
四尾連湖を拠点とするチーム「アステリオス」のリーダー。雷獣王の異名を持つ18歳の女性。愛車はデダチャイ・ストラーダ スーパースクーロ。
心からロックを愛しており、ヘビーメタル風のサイクルジャージを着用し、顔にはメイクを施している。レースを「ライブ」と称し、自転車に搭載したツールケース型のスピーカーから大音量でヘビーメタルを流し、歌いながらヒルクライムを走る。その歌声で対戦相手の三半規管を狂わせ、平衡感覚を喪失させて転倒を誘う戦法を得意とする。またヒルクライムでは、頭部を激しく上下に振ってそのパワーを上乗せする「ヘッドバンギングクライム」も駆使するが、これをやりすぎたためにゴール直前に意識を失ってしまい、はやめに敗北する。
正体は人気声優にして、屈指の実力派シンガーでもある黒沢亜里沙（くろさわ ありさ）。ロック好きや王としての活動は世間や所属事務所には秘密にしているが、ファンである藤岡には正体を見破られている。
亀出純子（かめいで じゅんこ）
デストライドの情報HPを運営している高校2年生の少女。あだ名はカメコ。明確にチームに所属しているわけではないが王であり、玄武王の異名を持つ。愛車は神奈川県にあるフレームビルダー・細山製作所オリジナルブランド「QUARK（クオーク）」のクロモリ製フルオーダーロードバイク。
白虎王の快進撃を目の当たりにして『自分たちもその強さを体感したい』とはやめにデストライドを申し込む。スプリントスピードも登坂能力も飛び抜けているわけではないがスタミナと安定感は群を抜いており、どのような状況でもペースを乱さず、正確に時間を守って走行することができる。はやめとのデストライド「デスブルベ200」でもサドルに座ったままで静止したり、パンクを1分足らずで修理したりするなどロングライドに特化した能力を見せつけてはやめに勝利するが、ゴール直後に以前から罹患していた風邪をこじらせて倒れてしまう。
王ではあるが他の王とは異なり、内気で自己主張が苦手。ラビアンこと兎佐多とは勉強を教えたお返しにサイクリングに行って以来、性格は正反対だが無二の親友となっている。

### オーメストグランデ関係者
風村はやて（かざむら はやて）
オーメストグランデの情報を入手するために小沢峠を訪れたはやめたちの前に、オーメストグランデのサイクルジャージを身に纏って現れた金髪のロングヘアを持つ美女。はやめに対し、自らを『風村涼一の意志を継ぐ者』と名乗り、さらに『金獅子王』を名乗る。自転車はビアンキ・オルトレXR2。
サイクリストとしての実力は非常に高く、はやめすら足元にもおよばないほど。しかしはやめに対しては、サイクリストとして及第点の評価をしている。小沢峠以降、はやめのことを見守っており、ことあるごとにはやめたちの前に現れ、オーメストグランデやはやめの父・涼一に関するアドバイスやヒントを与えて去って行く。
オーメストグランデのスポンサーであるブラスト・スポーツ・コーポレーションの経営者一族のひとりで、ブラスト社会長の正蔵を『おじいさま』と呼んでいる。自らの苗字に関して、はやめに対して『あなたがサイクリストとして成長するまで、風村の姓は私が預かる』と言うなど、オーメストグランデや風村涼一、あるいははやめと何らかの関係があることが示唆されているが、オーメストグランデに関わっていること、風村涼一が自転車を教わった師であること以外の詳細は不明で、謎の多い人物。スタイル抜群だが、とんでもない大食漢である。
白鳳院さくや（はくほういん さくや）
はやめの前に突如として現れた、オーメストグランデのサイクルジャージを纏い、銀髪をツインテールに纏めた少女。ブラスト・スポーツ・コーポレーション社長の白鳳院翔真の一人娘で、はやては遠縁にあたる。オーバーランドナーに選ばれることに心血を注いでおり、認めてもらうために躍起になっている。忍者王こと神野は彼女の師匠にあたるが、彼がはやめとの対戦後に抜忍となって姿を消したことで、師匠を超えることを証明する機会を摘み取られたものと思い込み、はやめを『父親譲りの才能だけで走っている愚鈍な存在』と罵倒し、激しく敵愾心を燃やす。後にはやめをデストライドでオーバーランドナー候補から追い落とすためにハスターを倒し、白龍王を名乗って埼玉県の白石峠で勝負を挑む。身体つきははやめと全く同じ。愛車は部下に命じてはやめと全く同じ仕様にし、白と黒でカラーコーディネイトしたビアンキ・センプレプロ。
神野龍一郎（じんの りゅういちろう）
オーメストグランデのパーツと父の情報を餌にはやめを誘い出し、彩湖を周回する夜間の3時間エンデューロで勝負を挑んできた男。甲賀流輪術を操る忍者で、顔と名前を隠し、自らを忍者王と名乗る。愛車はKOGA・キメラ。
王を名乗っているが、本当は裏ロード界の人間ではなくブラスト・スポーツ・コーポレーションの正社員。オーメストグランデ開発陣のひとりで、かつては風村涼一の部下だった。オーメアウトに属して主（ブラスト社社長の翔真）の命で産業スパイを行っており、ロードバイクは隠密裏かつ迅速に現場から逃走するための手段として考えている。キャッツアイを撒菱よろしく道路に埋め込む、分身の術と称して仲間の下忍を呼び寄せてはやめの走りを妨害する、スポークを飛ばしてはやめのロードバイクのタイヤをパンクさせようとするなど、勝負に勝つためにあらゆる汚い手段を講ずるが、最後は純粋に勝負を楽しむはやめの瞳に愛娘のそれを重ね、社畜であることよりも家族に誇れる夫であり父親であることを選択。はやめに素顔と本名を明かして抜忍となり、正面から堂々とはやめに勝負を挑んで敗北する。敗北後は社会的に抹殺される可能性もあったが、身柄は正蔵預かりとなり、オーメアウトを離脱して極秘裏に台湾に渡り、そこで引き続きオーメストグランデの開発に携わる。
メフィスト
ブラスト社主催のZwiftを用いたVRサイクリングイベントに参加したはやめの前に現れた、全身漆黒のサイクリスト。オーメストグランデのロードバイク「美梅」に乗る。
走りや言葉からはやめは父・涼一の面影を感じるが、正体は涼一のデータをもとに開発された人工知能であり、VRサイクリングを通じてあらゆるサイクリストのデータを収集し、美梅の開発に役立ててきた。はやめにオーメストグランデの情報や父・涼一の現況を伝え、はやめの成長を父・涼一に伝えることを約束するが、はやめと別れた後、しゃべりすぎたとして白鳳院翔真の手によって消去される。
白鳳院正蔵（はくほういん しょうぞう）
ブラスト・スポーツ・コーポレーション会長。口髭と長い顎髭を生やし、かくしゃくとした好々爺風の人物。百草園の激坂を走りに来たはやめと出会ってヒルクライム勝負を持ち掛け、年齢を感じさせない軽やかな走りではやめを一蹴。彩湖では抜忍となった神野の身柄を保護し、会社での身分を保証する。はやめのサイクリストとしての将来性を高く評価しており、はやてにはやめの監視を命じている。またオーメストグランデのスポンサーとして、オーメアウト側の行き過ぎた行動に警戒心を抱いている。愛車はフジ・バラクーダ。
白鳳院翔真（はくほういん しょうま）
ブラスト・スポーツ・コーポレーション社長。さくやの父親である。オーメアウトを推し進めるなど冷徹に会社を経営しているが、娘を救った藤岡にしっかり礼をするなど社会的良識は備えている。かつては白鳳院家の御曹司でありながら敗北したら引退するとの条件でロードレースに参加、勝利を重ねていたが、涼一に敗北してレーサーを引退し、ブラスト社の社長に就任した。このことは、涼一のドーピングによる永久追放も相まって、さくやがはやめに対する敵愾心を掻き立てる原因の一つとなっている。

### その他の人物
風村涼一（かざむら りょういち）
はやめの父。8年前に突如として現れたプロロードレーサーで、出るレースで次々に勝利を重ね、疾風王の異名で呼ばれた。しかし、日本人初のツール・ド・フランス総合優勝も夢ではないと言われていた矢先にドーピングが発覚、すべての記録を抹消されて自転車界から永久追放となり、はやめの前からも失踪する。
プロレーサーと並行してオーメストグランデのテストライダーを務め、その実力を示すとともに組織内での発言力を強めていったが、逆に強すぎる発言力をオーメアウトに疎まれることとなり、ドーピングの濡れ衣を着せられて組織を追われることとなる。
兎佐多杏樹（うさだ あんじゅ）
カメコとともにデストライドの情報を流すHPを運営している高校2年生の少女。あだ名はラビアンで、カメコからはアンちゃんと呼ばれる。愛車はカメコと同じQUARKのフルオーダークロモリ製ロードバイク。
中学の頃から自転車に親しんでおり、新しいロードバイクを購入してもらう代わりに学力的に無理をして進学校に入ったため、授業についていけなくなりそうになっていた。そんな時にクラスメイトだったカメコに勉強を教えてもらい、そのお礼に都民の森にサイクリングに連れ出したことで、カメコが自転車に傾倒するきっかけを作る。カメコとは友人として強い絆で結ばれており、デストライド後に風邪による発熱で倒れたカメコに対し、『勝負に勝つことよりも無事に家に帰ることが大事』と本気で叱る。内気なカメコとは正反対のギャル系の派手な容姿に加え、自分を「アーシ」と呼ぶなど今様のしゃべり方をするが、古風な言い回しも好んで使い、非常に義理堅い。誰とでも親しく接するコミュニケーション力と巧みな話術を持ち、イベントではMCも務める。
はやめの祖父
早くに亡くなったはやめの母方の祖父で、両親がいないはやめの育ての親としてはやめの面倒を見ている。はやめがロードバイクに乗ることに対していい顔をしておらず、隙あらば木刀ではやめのロードバイクを叩き割ろうとするが、本当は孫娘が余計なスキャンダルに晒されることを心配し、義理の息子の涼一の潔白を信じる心根の優しい老人。
竜峡小梅（りゅうきょう こうめ）
立川市にある地下サイクルショップ「翠香」の店主で、年齢不詳の老婆。依頼されればどんな入手困難なパーツでも入手してくると言われている。商売人としての意識が高く、商売相手や依頼人のことは絶対に外部に漏らさない。鏡が付いたチェーンリングを用いての鏡占いが得意。

## 用語
デストライド
裏ロード界で盛んに行われている、ロードバイクを用いるルール無用の自転車レースの略称。正式名称はデス・ストライド・レース。レース形式はヒルクライム、ダウンヒル、エンデューロ、クリテリウム、果てはブルベに至るまでさまざまな形式が存在する。勝者は敗者のロードバイクから好きなパーツをひとつ奪い取ることができる。これによって敗者が自走での帰宅が困難となった場合は、勝者が所属するチームのエンブレムが入ったルーザーズバッグと呼ばれる輪行袋に自分のロードバイクを収納しての輪行を余儀なくされることとなる。
各地の峠やサイクリングの名所を拠点とする、王（キング）と呼ばれるチームのヘッドをデストライドで打ち負かすことにより、勝者も王を名乗ることができる。王となったものは王以外の者からの挑戦を断ることができるが、王からの挑戦は基本的に断ることはできない。
オーメストグランデ
耐候性・耐摩耗性に優れ、非常に軽量なオーメニウムという合金を用いて製作されたロードバイク用のパーツ群、または開発プロジェクトの名称。国内最大手スポーツ用品会社のブラスト・スポーツ・コーポレーションがパトロンとなり、極秘裏に開発が進められている。製作されたパーツは強靭で摩耗に強く、錆びもせず、羽毛のような軽さを誇る。将来的には自転車全てをオーメニウム製のパーツで組み上げたものを発売することを考えているが、開発陣の内部で方向性が分かれており、開発は頓挫した状態にある。オーメニウムにはある問題があると言われており、実地テストと称して裏ロード界にいくつかのパーツが流出しており、大半は各地の王たちが所有している。
なお、オーメストグランデというブランドは、漫画家・イラストレーターで作者の竹山の友人でもあるCHOCOがプロデュースするサイクルブランドとして、実際に存在している。ロゴマークやフォントは実際の商品と全く同じものが使用されており、過去には主人公のはやめと同じデザインのサイクルジャージとパンツも販売された。CHOCOはデザイン協力という形で本作に名前がクレジットされている。
オーメアウト
オーメストグランデの研究開発陣の中でも先鋭的な一団に、はやてが便宜的に付けた名称。非常に優れた研究成果を出しているが、その研究姿勢は結果を重視し、必要とあらば人体実験や犯罪紛いの行為さえも辞さない、非情で人の道を外すもの。ブラスト社社長の翔真が指揮を執っている。涼一はあえてオーメアウトに所属し、内部から組織を変えようとしたが失敗、濡れ衣を着せられる。
美梅（ミュウメ）
オーメストグランデのプロジェクト内で開発されている、全てのパーツがオーメニウム製のロードバイクの名称。かつては涼一がテストライダーを務めていた。従来のロードバイクとは比較にならない驚異的な速さを誇るが、並のサイクリストでは普通に走ることすら不可能な、乗り手を選ぶ自転車である。
かつて実在するオーメストグランデで製作し、販売した同名のロードバイクがモチーフになっている。
オーバーランドナー
上記の美梅に乗るにふさわしいと定義されているサイクリスト。年齢は15歳から18歳までと決められている。ハスターは過去に涼一からオーバーランドナーの候補であると言われており、はやめやさくやも候補に入っている。

## 書誌情報
- 竹山祐右『はやめブラストギア』少年画報社〈ヤングキング・コミックス〉、全8巻
  1. 2016年12月14日初版発行（2016年11月30日発売[2]）、ISBN 978-4-7859-5914-2
  2. 2017年2月20日初版発行（2017年2月6日発売[3]）、ISBN 978-4-7859-5953-1
  3. 2017年8月30日初版発行（2017年8月16日発売[4]）、ISBN 978-4-7859-6058-2
  4. 2018年6月13日初版発行（2018年5月30日発売[5]）、ISBN 978-4-7859-6215-9
  5. 2019年1月11日初版発行（2018年12月28日発売[6]）、ISBN 978-4-7859-6358-3
  6. 2019年7月15日初版発行（2019年7月1日発売[7]）、ISBN 978-4-7859-6461-0
  7. 2019年12月13日初版発行（2019年11月29日発売[8]）、ISBN 978-4-7859-6565-5
  8. 2020年4月20日初版発行（2020年4月6日発売[9]）、ISBN 978-4-7859-6644-7